# Корона Шахбану
Корона Шахбану - корона шахбану Ирана.
В связи с тем что до этого момента императриц Ирана ни разу еще не венчали на царство, было принято решение создать новую корону.
26 октября 1967 года состоялась коронация последнего шаха Ирана Мохаммеда Реза Пехлеви и его супруги Фарах. Специального для этого события было решено сделать ряд ювелирных украшений для шахбану, а также для дочери и сестер шаха. Заказ был направлен французской ювелирной фирме Van Cleef & Arpels. Еще в 1966 году Пьером Арпелом были разработаны эскизы, после утверждения которых высокими сановниками и лично Фарах, ювелир приступил к работе. Поскольку имперские драгоценности не могут покидать границ государства, то выполнение работы проходило в Тегеране. Пьер Арпел совершил более 20 поездок за полгода работы.
Корона стала символическим жестом шаха Ирана Мохаммед Реза Пехлеви, женщинам своей страны, одним из символов освобождения женщин в период «Белой революции». 
В настоящее время корона экспонируется в Центральном банке Ирана.

## Описание
Корона шахбану является уникальным воплощением европейской элегантности и восточной роскоши, смешанной с современностью. 
Корона весит около 2 кг (1 кг 950 гр), она выполнена из белого золота с использованием 1545 драгоценных камней: 36 рубинов, 36 изумрудов, 105 жемчужин и 1469 бриллиантов. 
Центральные части занимают огромные изумруды, которые являются центром больших солнечных лучей.